# Remparts de Molsheim
Les remparts de Molsheim constituent l'enceinte médiévale de cette ville, bâtis principalement entre 1250 et 1320. Remplaçant des fortifications antérieures de terre et de bois, ils sont bâtis en grès et protègent la ville jusqu'à la Révolution.
Au XIXe siècle, ils ne sont qu'en partie détruits et gênent l'expansion urbaine de la cité. Témoignage de l'importance médiévale de la ville, ils sont inscrits monument historique le 6 février 1989.

## Histoire

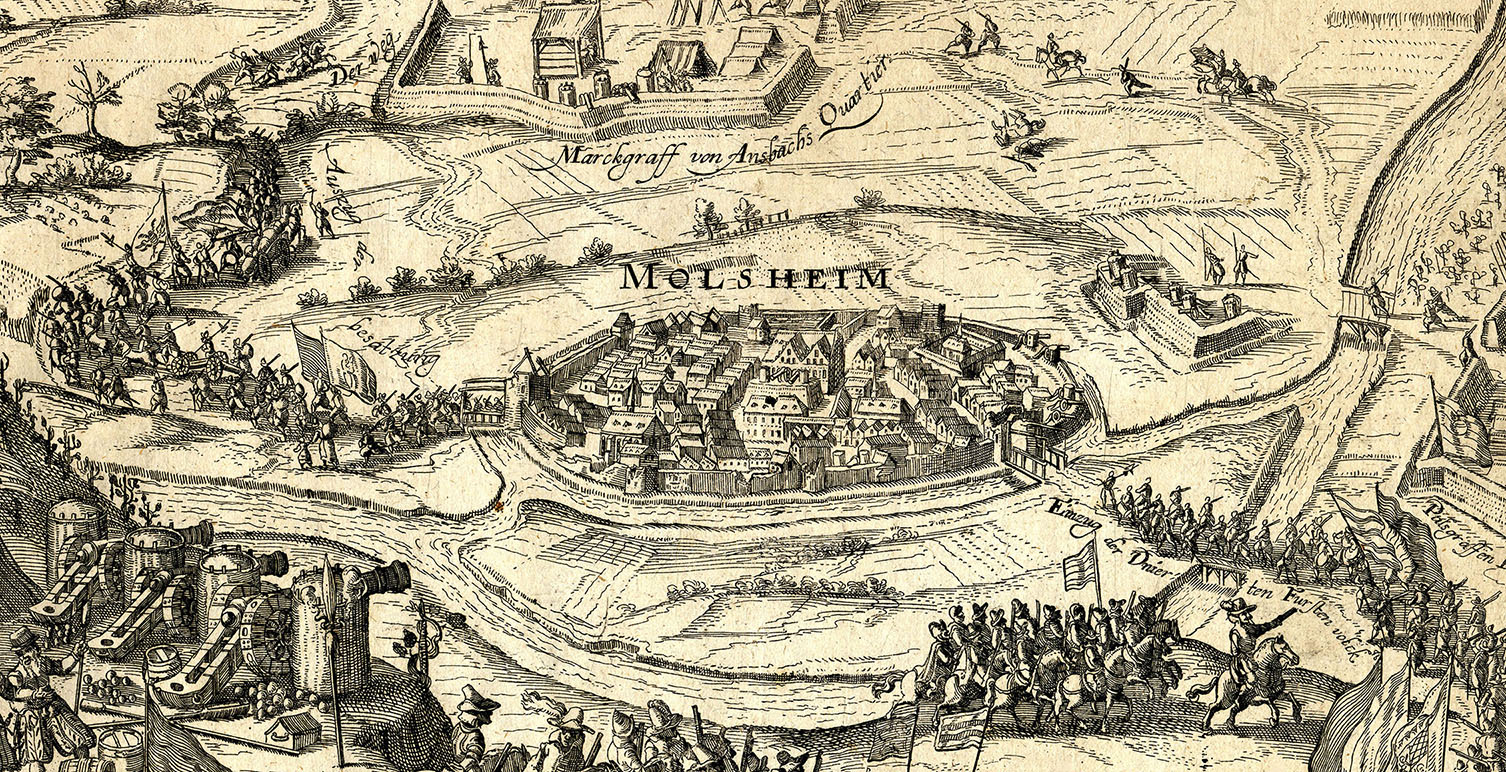
Molsheim durant la guerre des évêques en 1592 : le rempart n'a pas protégé la ville de l'incursion de l'armée ennemie.

### Enceinte initiale
Lors de la reconnaissance de Molsheim comme « ville » par Frédéric II de Hohenstaufen, la ville était probablement dépourvue d'enceinte, en tout cas du moins d'enceinte intégrale, capable de tenir tête à une armée. En effet, en 1262, après la bataille de Hausbergen, les troupes strasbourgeoises victorieuses de Reinbold Liebenzeller arrivent devant Molsheim, qui leur offre une forte somme d'argent pour ne pas être pillée, ce qui prouve aux yeux des historiens modernes l'inachèvement de la muraille à cette date.
La plus intense phase de construction du nouveau rempart se situe entre 1250 et 1260. Molsheim se situe ainsi dans la moyenne des cités alsaciennes, 29 des enceintes sur 80 recensées ayant été bâties également durant ce demi-siècle entre 1250 et 1300. Par ailleurs, les cités situées à proximité de Molsheim bâtissent leur muraille soit durant la même période (Rosheim, Obernai, Niedernai, Wangen, soit dans le demi-siècle suivant (Dachstein, Mutzig, Bœrsch) soit un siècle après (Westhoffen, Bergbieten),. Le 13 juin 1252, pour la première fois, un document mentionne Molsheim en tant qu'« oppidum », soit « ville fortifiée ». Néanmoins, cette protection  est encore insuffisante en 1262 face aux Strasbourgeois,.

### Seconde campagne de fortification
Jean de Dirpheim, à la suite des traités de 1308-1309 transférant la souveraineté de Molsheim aux évêques de Strasbourg, agrandit probablement le rempart du côté oriental afin d'englober l'hospice fondé avant 1318. Ces travaux hypothétiques auraient duré jusque vers 1325,. En 1400, les enceintes de Molsheim et d'Obernai sont jugées par les historiens modernes les plus fortes de la Moyenne Alsace.
En 1388, malgré les remparts, le comte palatin du Rhin, Robert Ier, prend et incendie la ville. En 1590, l'enceinte molshémienne n'est pas doublée d'un rempart, à l'instar de celle de Zellenberg et Mutzig ; sa prééminence mesurée deux siècles auparavant subsiste, mais moins nettement, Molsheim étant dès lors surclassée par Obernai ou Guémar.

### De la fin du Moyen Âge à la Révolution
Cependant, en 1592, la guerre des évêques n'épargne pas la ville, qui est bombardée et incendiée par les Strasbourgeois. À nouveau, en 1610, les troupes protestantes assaillent et prennent Molsheim, cité catholique, en 1610. Enfin, la guerre de Trente Ans puis la guerre de Hollande sont désastreuses pour Molsheim, prise en 1632 par les troupes suédoises de Gustaf Horn, par les troupes impériales en 1677, enfin par l'armée de Louis XIV.

## Caractéristiques
Le rempart de la ville médiévale, long d’environ 2 200 mètres, englobe un quadrilatère irrégulier mesurant approximativement cinq cents mètres de largeur (du sud au nord) sur six cents mètres de longueur, d'est en ouest. L'ouvrage, haut de sept à huit mètres, présente à la base une largeur qui varie entre 90 centimètres et 1,70 mètre. Le sommet du mur, doté d'un parapet extérieur, est percé de meurtrières et d'embrasures de tir. De nombreux escaliers intérieurs permettaient d'accéder au sommet de la muraille.

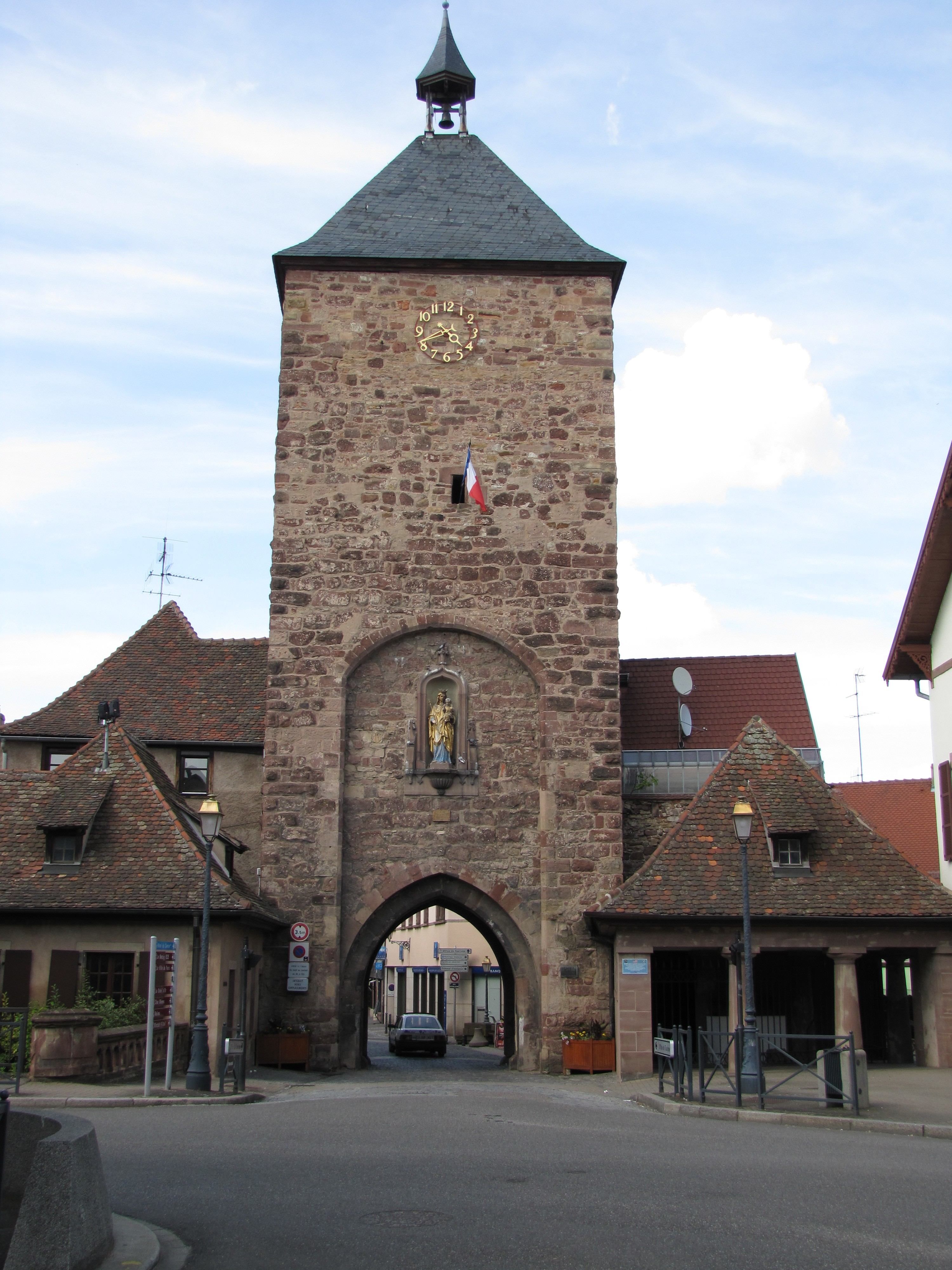
La porte des Forgerons, entrée principale de la ville.

L'ouvrage était percé de trois portes. Une seule a été préservée, la porte des Forgerons (« Schmiedtor »), dans le rempart méridional, principale porte d'accès à la ville.
La porte de la Montagne (« Bergtor »), à l'angle nord-ouest, se situait à l'actuel carrefour des rues de Saverne et du Général-de-Gaulle. Comme son nom le laisse deviner, elle était située du côté de la colline, et donc beaucoup plus élevée que le fossé qui, à cet endroit, était très profond pour compenser l'élévation de terrain. La porte, de plan carré, était donc précédée d'un pont assez haut, à trois arches en ogives, qui franchissait ce fossé. La porte haute est rasée en 1819.
La porte des Tanneurs (« Gerbertor »), à l'angle nord-est, est moins bien connue car n’apparaissant pas sur les représentations anciennes de la ville. Elle n'est mentionnée pour la première fois, sous la forme Gewerterlin, qu'en 1498. Elle permettait surtout l'accès à l'eau. Dans un premier temps, ce sont les tanneurs qui l'utilisent pour aller laver les peaux ; plus tard, elle sert d'accès aux moulins de la ville, d'où son surnom de porte des Moulins (« Mühltor ») à partir du XVIIe siècle. L'historiographie des XIXe et XXe siècles l'a parfois confondue avec la Linschenturm située dans le rempart nord.
Outre les portes fortifiées, les remparts était renforcés par des tours, dont le nombre exact est incertain. Ces ouvrages défensifs supplémentaires, entourés de courtines, permettaient le tir rasant. À l'angle ouest de la ville était en outre placée la « Pulverturm » ou tour aux poudres, qui comportait trois canonnières entourées de pierres faisant saillies, ces dernières ayant pour but d'amortir les impacts des boulets ennemis.